# كأس الأبطال الفرنسي 2003
كأس الأبطال الفرنسي 2003 (بالفرنسية: 2003 Trophée des Champions)‏ مباراة جمعت بين ليون و‌أوكسير في 26 يوليو 2003 على ملعب جيرلان في مدينة ليون، وفاز بها ليون بنتيجة 2–1.

## وصلات خارجية
- باللغة الفرنسية